# Sphaerulobryozoon
Sphaerulobryozoon is een monotypisch mosdiertjesgeslacht uit de familie van de Orbituliporidae en de orde Cheilostomatida. De wetenschappelijke naam ervan is in 1981 voor het eerst geldig gepubliceerd door d'Hondt.

## Soort
- Sphaerulobryozoon pedunculatum d'Hondt, 1981